# Eigenwelt
Eigenwelt in der von Martin Heidegger (1889–1976) eingeführten Bedeutung bezeichnet in der philosophischen Anthropologie die ausschließlich durch eigene Erfahrungen begründete Welt. Diese Erfahrungen sind in der Beziehung zum eigenen Selbst entstanden. Die Eigenwelt kann daher auch als subjektive oder persönliche Welt bezeichnet werden. Die Eigenwelt steht nur teilweise im Gegensatz zur Umwelt, die Menschen gemeinsam mit anderen Menschen teilen können und die daher auch als ‚Mitwelt‘ oder objektive Welt bezeichnet wird. Das ‚Mitsein‘ mit Anderen lässt das Dasein Anderer in der eigenen Welt begegnen.(a) Die Daseinsphilosphie Heideggers wurde insbesondere von Ludwig Binswanger (1881–1966) aufgegriffen, der sie in seiner psychotherapeutischen Praxis umzusetzen versuchte.

## Weitere begriffliche Entwicklungen und Abgrenzungen
Heidegger verwendet auch die Begriffe des innerweltlich Vorhandenen und Zuhandenen bzw. der Innerweltlichkeit.(b) Die Unterscheidung zwischen Innen- und Außenbereich der Eigenwelt eines Individuums (Innenwelt und Außenwelt) hat sich auch im allgemeinen psychologischen Sprachgebrauch durchgesetzt und ist hier etwa durch Begriffe wie Internalisierung oder Externalisierung geläufig.(a) Ein ähnliches begriffliches Konzept ist von Carl Gustav Jung (1875–1961) verwendet worden. Dieser spricht von Introversion und Extraversion.(b)

### Topologie

Eine Reihe von psychologischen Modellen benutzen die topologische Metaphorik der Innen- und Außenpsychologie.

Heidegger verweist in seiner Daseinsanalyse auf die Arbeit des deutschen Staatsmanns, Sprachwissenschaftlers und Bildungsreformers Wilhelm von Humboldt (1767–1835), der die Ortsadverbien »hier«, »da« und »dort« in Zusammenhang mit den Personalpronomina »ich«, »du« und »er« gebracht hat. Die Ortsadverbien sind nicht nur als rein physikalische Ortsbestimmungen aufzufassen, sondern gleichzeitig auch metaphorisch als innenpsychologische Struktur oder als innerweltliche Raumstellen im Sinne der Existenzphilosophie.(c) Auf diese Weise lässt sich ein weiterer Zusammenhang herstellen mit der topologischen Psychologie bzw. mit der Gestaltpsychologie, speziell mit der Isomorphie. Zugleich ergeben sich Parallelen mit dem Strukturmodell der Psyche oder der Topik – so wie diese beiden Modelle von Sigmund Freud (1856–1939) und seiner psychoanalytischen Lehre verstanden wurden.(c) Hier erschien auch der daseinsanalytische Einfluss Binswangers bedeutsam. Ihn verband eine seit 1907 geknüpfte lebenslange Freundschaft mit dem 25 Jahre älteren Freud. Binswanger war außerdem Mitglied der Wiener Psychoanalytischen Vereinigung. Vergleicht man die psychoanalytischen Strukturelemente mit den Ortsadverbien, wie sie von Wilhelm von Humboldt charakterisiert wurden, so fällt eine Parallele der Daseinsanalyse mit der Es-Instanz auf. Der Begriff der Eigenwelt korreliert zwar auch mit den Ich-Instanzen, das ›Du‹ entspricht allerdings viel eher der existentiellen ›Mitwelt‹. Diese ›Mitwelt‹ verfügt hingegen über keinen ausdrücklichen topologischen Ort im psychoanalytischen Strukturmodell. Eine entsprechende Kritik an der klassischen Metapsychologie Freuds und seiner Objektbeziehungstheorie vertritt u. a. Ronald D. Laing (1927–1989), indem er auf die besondere Bedeutung verweist, die von der Existenzphilosophie einem Konzept des Menschen eingeräumt wird, der nicht ohne »seine« Welt existieren kann und »seine« Welt nicht ohne ihn.
Dennoch bestehen Überschneidungen zwischen den Modellen. Rudolf Degkwitz (1920–1990) vertritt die Auffassung, dass Freuds Lehre Wert auf die Sichtweise der Innenpsychologie legte, während die hauptsächlich naturwissenschaftlich ausgerichtete Außenpsychologie mit den Namen von Begründern wie Petrowitsch Pawlow (1848–1936) und Wladimir Michailowitsch Bechterew (1857–1927) einhergeht.(a) Diese Art der Außenpsychologie gipfelte in der Lehre einer Reflexologie und enthielt bereits die Grundgedanken des Behaviorismus, der in den USA im Zusammenhang mit den Arbeiten von John B. Watson (1878–1958) steht.(b) Der Behaviorismus wiederum war Basis für die spätere Entwicklung der Lerntheorien.(c) Freud war natürlich auch offen gegenüber naturwissenschaftlicher Betrachtungsweise.